# Rio Calçoene
O rio Calçoene é um curso d'água brasileiro que banha o estado do Amapá. Nasce na Serra Lombarda, centro-norte do estado.